# 春佳・彩花のSSちゃんねる
『春佳・彩花のSSちゃんねる』（はるか・あやかのエスエスちゃんねる）は、2015年10月6日から2023年3月21日までインターネット配信を行っていたラジオ番組。パーソナリティは照井春佳と諏訪彩花。

## 番組概要
放送内に複数の『ちゃんねる（番組コーナー）』があり、各ちゃんねるで用意された様々なシチュエーションにパーソナリティがチャレンジしていく。
ラジオ名にある『SS』には、「シチュエーション」「ストーリー」「ショート」「諏訪彩花」「ぱるにゃす（照井の愛称）」「シーサイド・コミュニケーションズ」などの意味が含まれている。各ちゃんねる名の頭文字も"S"（サ行）である。

## 配信時間（放送時間）
|                | 配信・放送局                                           | 配信・放送時間                                        | 過去の配信・放送時間変遷 ※備考 |
| -------------- | ------------------------------------------------------ | ----------------------------------------------------- | --- |
| 本配信         | ニコニコチャンネル シーサイドチャンネル                | 隔週火曜 20:00更新 （2020年1月14日 - 2023年3月21日）  | |
| 本配信         | YouTube シーサイド・コミュニケーションズ公式チャンネル | 隔週火曜 20:00更新 （2020年1月14日 - 2023年3月21日）  | |
| 本配信         | 超!A&G+                                                | 配信終了                                              | - 毎週火曜（月曜深夜）1:00 - 1:30 （2015年10月6日 - 2016年3月29日） - 毎週水曜（火曜深夜）1:30 - 2:00 （2016年4月6日 - 2019年12月25日） |
| リピート配信   | 超!A&G+                                                | 配信終了                                              | - 毎週火曜 13:00 - 13:30 （2015年10月6日 - 2016年3月29日） - 毎週水曜 13:30 - 14:00 （2016年4月6日 - 2019年12月25日） |
| ニコニコ生放送 | ニコニコ生放送 シーサイドチャンネル                    | 不定期水曜 20:30より （2017年1月4日 - ）              | - 不定期水曜 22:00より （2016年7月6日 - 9月28日） - 不定期水曜 21:30より （2016年10月5日 - 12月28日） ※ 有料動画パートがある場合に不定期で生配信 ※ 配信構成：その週の本配信 + 有料動画 |
| アーカイブ配信 | ニコニコチャンネル シーサイドチャンネル                | 隔週火曜 20:00更新 （2020年1月14日 - ） ※本配信と同じ | - 毎週木曜 15:00更新 （2016年4月7日 - 6月30日） - 毎週水曜 22:00更新 （2016年7月6日 - 9月28日） - 毎週水曜 21:30更新 （2016年10月5日 - 12月28日） - 毎週水曜 20:30更新 （2017年1月4日 - 2019年12月） ※ ニコ生があった週はニコ生配信終了後に更新 ※ 有料動画はタイムシフト期間終了後に有料更新 |
| アーカイブ配信 | 番組公式サイト                                         | 配信終了                                              | - 毎週水曜 午後更新（1週間） （2015年10月7日 - 2016年3月30日） |
| アーカイブ配信 | インターネットラジオ配信 別冊ラジ関                    | 配信終了                                              | - 毎週火曜 夕方更新（1週間） （2017年7月4日 - 10月31日） ※ ネット局であるラジオ関西のインターネット配信 |
| ネット局放送   | ラジオ関西 アニたまどっとコム枠                        | 放送終了                                              | - 毎週日曜（土曜深夜）2:00 - 2:30 （2017年7月2日 - 2018年7月1日） |

## パーソナリティ
- 照井春佳（愛称：ぱるにゃす）
- 諏訪彩花（愛称：すわすわ）

## コーナー
フリートーク・メール紹介
パーソナリティの近況報告、リスナーからのふつおた紹介をするコーナー。初登場回は第27回。

### ちゃんねる
レギュラーちゃんねるコーナー。各ちゃんねるにはそれぞれ専用BGMがある。
スクールちゃんねる!
学生時代の甘酸っぱい青春ストーリーにチャレンジする。初登場回は第1回。2016年11月開催イベント『SSちゃんねる祭り』で行われた「SSちゃんねる総選挙」では第8位となった。
添い寝ちゃんねる〜
リスナーの隣に添い寝しているという設定で、優しく囁いて睡眠へと誘っていく。初登場回は第1回。「SSちゃんねる総選挙」第5位。
新婚ちゃんねる
理想のお嫁さんを目指す為に、様々な課題にチャレンジする。初登場回は第1回。「SSちゃんねる総選挙」第3位。
師匠ちゃんねる
照井と諏訪が、熟練者である「師匠」に成り切り、リスナーの悩み・質問に答えていく。初登場回は第13回。「SSちゃんねる総選挙」第6位。
さすらいのしーちゃんねる
赤ちゃん人形「しーちゃん」にスポットを当てたちゃんねる。照井と諏訪のどちらかが「しーちゃん」に成りきり、全国各地に旅に出た「しーちゃん」に巻き起こるハプニングシチュエーションにチャレンジする。初登場回は第56回。「SSちゃんねる総選挙」第4位。第85回にて、しーちゃんがニューヨークへ旅立ってしまったという設定となり、当ちゃんねるが終了することになった。
謝罪ちゃんねる
リスナーから送られてきた世の中の不満やクレームに照井と諏訪が謝罪をしていく。初登場回は第18回。「SSちゃんねる総選挙」第7位。スペシャルちゃんねるから昇格。
社会人ちゃんねる
社会人の気持ちを知る為に、様々なシチュエーションにチャレンジしていく。初登場回は第24回。「SSちゃんねる総選挙」第2位。スペシャルちゃんねるから昇格。
叱咤ちゃんねる
リスナーから募集した叱って欲しいことを紹介し、それに対して諏訪が叱っていく。初登場回は第38回。「SSちゃんねる総選挙」にて第1位となり、今後このちゃんねるが「ちやほや」されることになった。スペシャルちゃんねるから昇格。

### スペシャルちゃんねる
新しいちゃんねるのお試しコーナー。手応えのあったちゃんねるはレギュラー化される。期間限定ちゃんねるもある。
シーサイ子ちゃんのしーちゃん、ちゃんねる〜
赤ちゃん人形「しーちゃん」にスポットを当てたちゃんねる。照井と諏訪のそれぞれが「しーちゃん」「しーちゃんの母親」に成り切り、リスナーの質問に応えていく。初登場回は第16回。
サマーちゃんねる
夏季限定のスペシャルちゃんねる。夏を楽しむシチュエーションにチャレンジしていく。初登場回は第40回。「SSちゃんねる総選挙」にて第9位（最下位）という結果を受け、当ちゃんねるが終了することになった。
すごろくちゃんねる
番組1周年を記念したスペシャルちゃんねる。照井と諏訪が番組特製すごろくに挑戦する。サイコロを振った目に従ってコマを進め、マス目ごとのミッションをこなしていく。初登場回は第53回。
サイエンスちゃんねる
照井博士（照井）と助手の諏訪太郎（諏訪）と赤ちゃん人形のしーちゃんが、日々研究している科学を披露する。2016年11月開催イベント『SSちゃんねる祭り』で行われた「SSちゃんねる総選挙 新ちゃんねるお試し祭り」にて第1位となり、第70回よりコーナー化された。
精一杯あややちゃんねる
いつも精一杯で諏訪の後輩という設定キャラクター「あやや（諏訪）」が様々なチャレンジを行うコーナー。初登場回は第82回。
主張ちゃんねる
パーソナリティ2人が討論をしていく。どちらの主張に共感を持てたかはスタッフが判断する。初登場回は第82回。
勝負ちゃんねる
パーソナリティ2人が本気で勝負をしていく対決コーナー。初登場回は第83回。
正直ちゃんねる
リスナーから募集した「○○って正直どう思いますか?」という質問にパーソナリティ2人が正直に答えていく。初登場回は第83回。
灼熱の夏ちゃんねる
夏をテーマにしたシチュエーションに挑戦する期間限定ちゃんねる。前年に終了した「サマーちゃんねる」のリニューアル版。初登場回は第94回。第101回にて終了。
サイレントナイトちゃんねる
クリスマス関連のシチュエーションに挑戦する期間限定ちゃんねる。初登場回は第116回。
新年ちゃんねる
お正月関連のシチュエーションに挑戦する期間限定ちゃんねる。初登場回は第118回。

## イベント
※太字は番組単独イベント
| 開催日         | イベント名                                              | 会場                                    | 備考                                                                 |
| 2016年         | 2016年                                                  | 2016年                                  | 2016年                                                               |
| -------------- | ------------------------------------------------------- | --------------------------------------- | -------------------------------------------------------------------- |
| 2月14日        | SEASIDE WINTER FESTIVAL 2016                            | 中野サンプラザ                          | シーサイド・コミュニケーションズ（SSC）制作の6番組による合同イベント |
| 9月4日         | SEASIDE SUMMER FESTIVAL 2016〜シーサイド大運動会〜      | 中野サンプラザ                          | SSC制作の5番組による合同イベント                                     |
| 11月26日、27日 | SSちゃんねる祭り                                        | 科学技術館サイエンスホール              | 昼夜2公演、2日間合計4公演                                            |
| 12月11日       | SEASIDE LIVE FES 2016〜MUSIC HOURS〜                    | 舞浜アンフィシアター                    | - SSC制作の5番組による合同イベント - 12月10日には前日祭を開催        |
| 2017年         |                                                         |                                         |                                                                      |
| 2月12日        | SEASIDE WINTER FESTIVAL 2017                            | 中野サンプラザ                          | SSC制作の5番組による合同イベント                                     |
| 9月10日        | SEASIDE SUMMER FESTIVAL 2017 in OSAKA                   | なんばHatch                             | SSC制作の8番組による合同イベント                                     |
| 10月15日       | SEASIDE LIVE FES 2016 上映会&トークショー               | 科学技術館サイエンスホール              | 前年開催イベント『SEASIDE LIVE FES 2016』の上映会&トークショー       |
| 10月29日       | 春佳・彩花のSSちゃんねる〜秋のスパークリングショー〜    | ニッショーホール                        |                                                                      |
| 12月10日       | SEASIDE LIVE FES 2017〜RAINBOW〜                        | 舞浜アンフィシアター                    | - SSC制作の5番組による合同イベント - 12月9日には前日祭を開催         |
| 2018年         |                                                         |                                         |                                                                      |
| 2月25日        | SEASIDE WINTER FESTIVAL 2018                            | 中野サンプラザ                          | SSC制作の6番組による合同イベント                                     |
| 6月16日        | 春佳・彩花のSSちゃんねる～かみがみのイタズラ2018～      | 中小企業センターホール                  | 昼夜2公演                                                            |
| 2019年         |                                                         |                                         |                                                                      |
| 2月23日        | 春佳・彩花のSSちゃんねる 天空のシークレット・パーティー | 東京芸術センター天空劇場                | 昼夜2公演                                                            |
| 7月28日        | SEASIDE SUMMER FESTIVAL 2019～シーサイド学力テスト～    | 中野サンプラザ                          | 昼の部                                                               |
| 7月28日        | SEASIDE SUMMER FESTIVAL 2019～シーサイド大運動会～      | 中野サンプラザ                          | 夜の部                                                               |
| 10月26日       | 春佳・彩花のSSちゃんねる SS天下一武Do会                 | 科学技術館サイエンスホール              | 昼夜2公演                                                            |
| 2020年         |                                                         |                                         |                                                                      |
| 1月12日        | SEASIDE NEW YEAR PARTY 2020                             | 科学技術館サイエンスホール              | 昼夜2公演、SSC制作の8番組による合同イベント                          |
| 2021年         |                                                         |                                         |                                                                      |
| 8月29日        | 春佳・彩花のSSちゃんねる 復活の『S』！                  | 科学技術館サイエンスホール              | 昼夜2公演                                                            |
| 2022年         |                                                         |                                         |                                                                      |
| 2月26日        | 春佳・彩花のSSちゃんねる～ようこそ!SSワールドへ～       | 時事通信ホール                          | 昼夜2公演                                                            |
| 2023年         |                                                         |                                         |                                                                      |
| 1月22日        | 春佳・彩花のSSちゃんねる～SS×ヤングFES2023～            | YMCAアジア青少年センタースペースYホール | 昼の部ゲスト：藤本彩花・鎌倉有那 / 夜の部ゲスト：松岡美里・菱川花菜  |

## 関連商品
※公式ネットショップは『シーサイドSHOP（春佳・彩花のSSちゃんねる）』を参照。

### CD・DVD
| 販売日   | タイトル名                                                                        | 備考                                                                            |        |  |
| 2015年   | 2015年                                                                            | 2015年                                                                          | 2015年 |  |
| -------- | --------------------------------------------------------------------------------- | ------------------------------------------------------------------------------- | ------ |  |
| 12月27日 | 春佳・彩花のSSちゃんねる カウントダウンCD                                         | 番組とともにカウントダウンをして年越しを迎えることが出来るCD                    |        |  |
| 2016年   |                                                                                   |                                                                                 |        |  |
| 9月4日   | 春佳・彩花のSSちゃんねる DJCD vol.1 in名古屋〜                                    | オーディオCD（新規収録） + MP3CD（過去放送第1回 - 第13回） + DVD（特典映像）    |        |  |
| 9月4日   | 春佳・彩花のSSちゃんねる DJCD vol.2 in岩手                                        | オーディオCD（新規収録） + MP3CD（過去放送第14回 - 第24回） + DVD（特典映像）   |        |  |
| 11月5日  | 春佳・彩花のSSちゃんねる MUSIC HOURS〜SEASIDE LIVE FES 2016〜                     | オーディオCD（楽曲5曲）+ MP3CD（過去放送第27回 - 第34回）                       |        |  |
| 11月28日 | SEASIDE SUMMER FESTIVAL 2016～シーサイド大運動会～                                | DVD（本編映像 + メイキング映像）+ 4Pブックレット                                |        |  |
| 12月24日 | 春佳・彩花のSSちゃんねる カウントダウンCD2016                                     | 番組とともにカウントダウンをして年越しを迎えることが出来るCD                    |        |  |
| 2017年   |                                                                                   |                                                                                 |        |  |
| 8月11日  | 春佳・彩花のSSちゃんねる SSちゃんねる祭り1日目                                    | 『SSちゃんねる祭り1日前』の映像化作品（DVD2枚組）                               |        |  |
| 8月11日  | 春佳・彩花のSSちゃんねる SSちゃんねる祭り2日目                                    | 『SSちゃんねる祭り2日目』の映像化作品（DVD2枚組）                               |        |  |
| 8月11日  | 春佳・彩花のSSちゃんねる DJCD vol.3 in静岡・浜松観光                              | オーディオCD（新規収録） + MP3CD（過去放送第35回 - 第47回） + DVD（特典映像）   |        |  |
| 8月11日  | 春佳・彩花のSSちゃんねる DJCD vol.4 in静岡・お茶巡り                              | オーディオCD（新規収録） + MP3CD（過去放送第48回 - 第60回） + DVD（特典映像）   |        |  |
| 10月29日 | 春佳・彩花のSSちゃんねる オフィシャルパンフレット                                 | パンフレット + 映像企画（DVD）                                                  |        |  |
| 11月8日  | 春佳・彩花のSSちゃんねる SEASIDE LIVE FES 2017〜RAINBOW〜                         | オーディオCD（楽曲5曲）+ MP3CD（過去放送第61回 - 第68回）                       |        |  |
| 12月9日  | 春佳・彩花のSSちゃんねるカウントダウンCD2017                                      | 『SEASIDE LIVE FES 2017（前日祭含む）』会場販売                                 |        |  |
| 2018年   |                                                                                   |                                                                                 |        |  |
| 3月3日   | 春佳・彩花のSSちゃんねる DJCD vol.5～おいでやす、秋の京都・嵐山巡り～             | オーディオCD（新規収録） + MP3CD（過去放送第69回 - 第81回） + DVD（特典映像）   |        |  |
| 3月3日   | 春佳・彩花のSSちゃんねる DJCDvol.6～ルンルン♪神戸ハイカラデート～                 | オーディオCD（新規収録） + MP3CD（過去放送第82回 - 第94回） + DVD（特典映像）   |        |  |
| 4月4日   | 春佳・彩花のSSちゃんねる ～秋のスパークリングショー～ DVD                         | 昼夜2公演の映像 + 舞台裏映像収録                                                |        |  |
| 6月16日  | 春佳・彩花のSSちゃんねるオフィシャルパンフレット2                                 | パンフレット ＋ 映像企画（DVD）                                                 |        |  |
| 6月16日  | 春佳・彩花のSSちゃんねる～初夏のご新規さんいらっしゃ～い2018～                    |                                                                                 |        |  |
| 8月12日  | 春佳・彩花のSSちゃんねる DJCD vol.7～わくわく感動の栃木ツアーin那須どうぶつ王国～ | オーディオCD（新規収録） + MP3CD（過去放送第95回 - 第107回） + DVD（特典映像）  |        |  |
| 9月21日  | 春佳・彩花のSSちゃんねる DJCD vol.8～どきどき衝撃の栃木in那須ハイランドパーク～   | オーディオCD（新規収録） + MP3CD（過去放送第108回 - 第120回） + DVD（特典映像） |        |  |
| 12月29日 | 春佳・彩花のSSちゃんねる～ふたりでできるもん！SSクッキング～                      | DVD（本編映像）+ MP3CD（過去放送第121回 - 第133回）                             |        |  |
| 12月29日 | 春佳・彩花のSSちゃんねる～さんにんでもSS！いらっしゃい、田丸氏！～                | DVD（本編映像）+ MP3CD（過去放送第134回 - 第146回）                             |        |  |
| 2019年   |                                                                                   |                                                                                 |        |  |
| 2月3日   | SEASIDE WINTER FESTIVAL 2019 SPECIAL DVD 春佳・彩花のSSちゃんねるwith巽悠衣子     | 『SEASIDE WINTER FESTIVAL2019』会場販売                                         |        |  |
| 2月23日  | 春佳・彩花のSSちゃんねる特別版CD Sweet Side                                       | 『春佳・彩花のSSちゃんねる 天空のシークレット・パーティー』会場販売             |        |  |
| 5月26日  | 春佳・彩花のSSちゃんねる たかみなパラダイス                                       | 『諏訪彩花バースデーイベント ～すわ、こんなにおおきくなりました！～』会場販売   |        |  |
| 7月28日  | 春佳・彩花のSSちゃんねる COME²吉田有里                                            | DVD（本編映像）+ MP3CD（過去放送第173回 - 第185回）                             |        |  |
| 11月7日  | 春佳・彩花のSSちゃんねる オフィシャルパンフレット3                                | パンフレット ＋ 映像企画（DVD）                                                 |        |  |
| 2020年   |                                                                                   |                                                                                 |        |  |
| 1月12日  | カウントダウンCD 春佳・彩花のSSちゃんねる 2019                                    | 『SEASIDE NEW YEAR PARTY 2020』会場販売                                         |        |  |
| 1月12日  | 春佳・彩花のSSちゃんねる スワチェラーJAPAN                                        | 『SEASIDE NEW YEAR PARTY 2020』会場販売                                         |        |  |
| 6月30日  | 春佳・彩花のSSちゃんねる Welcome SS Home Party                                    | DVD（本編映像）+ MP3CD（過去放送第199回 - 第211回）                             |        |  |
| 2021年   |                                                                                   |                                                                                 |        |  |
| 2月26日  | SSちゃんねる×検証TV！ コラボDVD                                                   | DVD（本編映像）+ MP3CD（過去放送第212回 - 第224回）                             |        |  |
| 4月30日  | 春佳・彩花のSSちゃんねる SSヒーリングルーム                                       | DVD（本編映像）+ MP3CD（過去放送第225回 - 第237回）                             |        |  |

### グッズ
| 販売日            | グッズ名                                                      | 備考 |        |
| 2016年            | 2016年                                                        | 2016年 | 2016年 |
| ----------------- | ------------------------------------------------------------- | --- | ------ |
| 11月26日、27日    | SSちゃんねる祭り Tシャツ                                      | - 『SSちゃんねる祭り』会場販売。 - イベント1日目、2日目の販売会場で、色・デザインがそれぞれ異なる。 - 3商品セット購入で、特典として番組特製しおりを贈呈。 |        |
| 11月26日、27日    | SSちゃんねる祭り トートバッグ                                 | - 『SSちゃんねる祭り』会場販売。 - イベント1日目、2日目の販売会場で、色・デザインがそれぞれ異なる。 - 3商品セット購入で、特典として番組特製しおりを贈呈。 |        |
| 11月26日、27日    | SSちゃんねる祭り マフラータオル                               | - 『SSちゃんねる祭り』会場販売。 - イベント1日目、2日目の販売会場で、色・デザインがそれぞれ異なる。 - 3商品セット購入で、特典として番組特製しおりを贈呈。 |        |
| 11月26日、27日    | SSちゃんねる祭り パーカー                                     | 『SSちゃんねる祭り』会場販売。 |        |
| 11月26日、27日    | スクールちゃんねる 文具セット                                 | 『SSちゃんねる祭り』会場販売。 |        |
| 11月26日、27日    | SSちゃんねる オリジナルソックス                               | 『SSちゃんねる祭り』会場販売。 |        |
| 11月26日、27日    | SSちゃんねる アクリルキーホルダー                             | 『SSちゃんねる祭り』会場販売。 |        |
| 12月10日          | 春佳・彩花のSSちゃんねる アクリルキーホルダー                 | 『SEASIDE LIVE FES 2016（前日祭含む）』会場販売。 |        |
| 2017年            |                                                               | |        |
| 1月23日 - 3月31日 | オリジナルデザインキャッシュカード                            | 静岡銀行インターネット支店の総合口座「しずぎんWebWallet」期間内開設者への特典。                                                                           |        |
| 1月23日 - 3月31日 | 特典CD                                                        | 静岡銀行インターネット支店の総合口座「しずぎんWebWallet」期間内開設者への特典。                                                                           |        |
| 10月29日          | 秋のスパークリングショー Tシャツ                              | 『春佳・彩花のSSちゃんねる〜秋のスパークリングショー〜』会場販売                                                                                          |        |
| 10月29日          | 秋のスパークリングショー マフラータオル                       | 『春佳・彩花のSSちゃんねる〜秋のスパークリングショー〜』会場販売                                                                                          |        |
| 10月29日          | ぱるにゃん・すわにゃんジップパーカー                          | 『春佳・彩花のSSちゃんねる〜秋のスパークリングショー〜』会場販売                                                                                          |        |
| 10月29日          | SSちゃんねる オリジナルモバイルバッテリー                     | 『春佳・彩花のSSちゃんねる〜秋のスパークリングショー〜』会場販売                                                                                          |        |
| 10月29日          | 春佳・彩花のSSちゃんねる アクリルキーホルダーセット           | 『春佳・彩花のSSちゃんねる〜秋のスパークリングショー〜』会場販売                                                                                          |        |
| 12月9日           | SSちゃんねるラバーストラップ                                  | 『SEASIDE LIVE FES 2017（前日祭含む）』会場販売 |        |
| 2018年            |                                                               | |        |
| 6月16日           | SSちゃんねるかみがみTシャツ                                   | 『春佳・彩花のSSちゃんねる～かみがみのイタズラ2018～』会場販売                                                                                            |        |
| 6月16日           | SSちゃんねるアクリルキーホルダーセットLIVEver.                | 『春佳・彩花のSSちゃんねる～かみがみのイタズラ2018～』会場販売                                                                                            |        |
| 6月16日           | SSちゃんねる扇子ofセンス                                      | 『春佳・彩花のSSちゃんねる～かみがみのイタズラ2018～』会場販売                                                                                            |        |
| 6月16日           | SSちゃんねるオフィシャルマイクロファイバータオル              | 『春佳・彩花のSSちゃんねる～かみがみのイタズラ2018～』会場販売                                                                                            |        |
| 2019年            |                                                               | |        |
| 2月23日           | SSちゃんねる・凪庵先生コラボTシャツ                           | 『春佳・彩花のSSちゃんねる 天空のシークレット・パーティー』会場販売                                                                                       |        |
| 2月23日           | SSちゃんねる・凪庵先生コラボ ドライブマイクロファイバータオル | 『春佳・彩花のSSちゃんねる 天空のシークレット・パーティー』会場販売                                                                                       |        |
| 2月23日           | SSちゃんねる・凪庵先生コラボ タンブラー                       | 『春佳・彩花のSSちゃんねる 天空のシークレット・パーティー』会場販売                                                                                       |        |
| 2月23日           | SSちゃんねるアクリルキーホルダーセット 浴衣ver.               | 『春佳・彩花のSSちゃんねる 天空のシークレット・パーティー』会場販売                                                                                       |        |
| 10月26日          | 春佳・彩花のSSちゃんねる クリアファイル＆ステッカーセット     | 『春佳・彩花のSSちゃんねる SS天下一武Do会』会場販売 |        |
| 10月26日          | SSちゃんねる 看板娘Tシャツ                                    | 『春佳・彩花のSSちゃんねる SS天下一武Do会』会場販売 |        |
| 10月26日          | SSちゃんねる カフェオレトートバッグ                           | 『春佳・彩花のSSちゃんねる SS天下一武Do会』会場販売 |        |
| 10月26日          | SSちゃんねる アクリルスタンド 看板娘ver.                      | 『春佳・彩花のSSちゃんねる SS天下一武Do会』会場販売 |        |
| 2020年            |                                                               | |        |
| 10月21日          | SSちゃんねる 5th Anniversary Thanks パーカー                  | 番組5周年記念グッズ |        |
| 10月21日          | SSちゃんねる 5th Anniversary モバイルチャージャー             | 番組5周年記念グッズ |        |
| 2021年            |                                                               | |        |
| 5月25日           | SSちゃんねる新緑メガネケース 凪庵先生コラボ                   | SSちゃんねるグッズ6か月連続リリース企画 第1弾 |        |
| 6月15日           | SSちゃんねる nsnさんコラボTシャツ                             | SSちゃんねるグッズ6か月連続リリース企画 第2弾 |        |
| 6月15日           | SSちゃんねる nsnさんコラボマグカップ                          | SSちゃんねるグッズ6か月連続リリース企画 第2弾 |        |
| 8月6日            | SSちゃんねる福袋 Vol.1                                        | 過去のグッズ数種類 + トークCD『SSちゃんねる福袋vol.1初級編』                                                                                              |        |
| 8月29日           | イキリTシャツ summer ver.                                     | 『春佳・彩花のSSちゃんねる 復活の『S』！』通販＆会場販売                                                                                                  |        |
| 8月29日           | イキリアイテムSET                                             | 『春佳・彩花のSSちゃんねる 復活の『S』！』通販＆会場販売                                                                                                  |        |
| 8月29日           | SSちゃんねる ナイロントート                                   | 『春佳・彩花のSSちゃんねる 復活の『S』！』通販＆会場販売                                                                                                  |        |
| 8月29日           | SSちゃんねる ひんやりタオル                                   | 『春佳・彩花のSSちゃんねる 復活の『S』！』通販＆会場販売                                                                                                  |        |